# Корёга (разъезд)
Корёга — железнодорожный разъезд в Буйском районе Костромской области. Входит в состав Центрального сельского поселения.

## География
Находится в западной части Костромской области на расстоянии приблизительно 6 км на запад-юго-запад по прямой от железнодорожного моста через Кострому в районном центре городе Буй на левобережье реки Кострома.

## История
Разъезд открыт был в 1918 году на железной дороге Данилов-Буй. Название дано по местной речке. В 1929 был основан Буйский леспромхоз, в котором создали Корёжский сплавной участок «Подлинный» (ныне в поселке Корёга), к которому от разъезда Корёга протянули в 1932 году ветку.

## Население
Постоянное население составляло 22 человека в 2002 году (русские 100 %), 18 в 2022.